# Rumänische Eishockeyliga 2018/19
Die Saison 2018/19 war die 88. Spielzeit der rumänischen Eishockeyliga, der höchsten rumänischen Eishockeyspielklasse. Meister wurde der Hauptrunden-Zweite ASC Corona 2010 Brașov, der im Playoff-Finale den Hauptrunden-Sieger CSM Dunărea Galați mit 3:1 Siegen bezwang.

## Teilnehmer
- Steaua Bukarest
- ASC Corona 2010 Brașov (Erste Liga)
- HSC Csíkszereda (Erste Liga)
- CSM Dunărea Galați
- Gyergyói HK (Erste Liga)
- CSHC Marton Aron Sândominic
- Sportul Studențesc

## Modus
In der Hauptrunde absolvierte jede der sieben Mannschaften insgesamt 36 Spiele. Die vier bestplatzierten Mannschaften qualifizierten sich für das Playoff-Halbfinale. Die drei übrigen Teams spielten die Plätze fünf bis sieben aus. Das Playoff-Halbfinale und das Finale wurden im Modus Best-of-Five ausgespielt. Für einen Sieg nach regulärer Spielzeit erhielt jede Mannschaft drei Punkte, bei einem Sieg nach Overtime gab es zwei Punkte, bei einem Unentschieden einen Punkt und bei einer Niederlage nach regulärer Spielzeit null Punkte.

## Hauptrunde
|    | Klub                        | Sp | S  | OTS | OTN | N  | Tore    | Punkte |
| -- | --------------------------- | -- | -- | --- | --- | -- | ------- | ------ |
| 1. | CSM Dunărea Galați          | 35 | 28 | 0   | 4   | 3  | 329:091 | 88     |
| 2. | ASC Corona 2010 Brașov      | 36 | 27 | 3   | 0   | 6  | 296:088 | 87     |
| 3. | HSC Csíkszereda             | 35 | 24 | 3   | 2   | 6  | 331:085 | 80     |
| 4. | Gyergyói HK                 | 36 | 21 | 1   | 1   | 13 | 243:108 | 66     |
| 5. | Steaua Bukarest             | 36 | 11 | 0   | 0   | 25 | 173:237 | 33     |
| 6. | CSHC Marton Aron Sândominic | 36 | 6  | 0   | 0   | 30 | 109:346 | 18     |
| 7. | Sportul Studențesc          | 36 | 1  | 0   | 0   | 35 | 056:582 | 03     |

Sp = Spiele, S = Siege, OTS = Siege nach Overtime, OTN = Niederlagen nach Overtime, N = Niederlagen
Erläuterungen: Playoff-Teilnehmer

## Playoffs

### Serie um Platz 5
Die Spiele um Platz 5 wurden vom 24. März bis zum 5. April in einer Doppelrunde „Jeder gegen Jeden“ ausgetragen.
|    | Klub                        | Sp | S | OTS | OTN | N | Tore  | Punkte |
| -- | --------------------------- | -- | - | --- | --- | - | ----- | ------ |
| 5. | Steaua Bukarest             | 4  | 3 | 1   | 0   | 0 | 39:09 | 11     |
| 6. | CSHC Marton Aron Sândominic | 4  | 1 | 0   | 1   | 2 | 18:18 | 04     |
| 7. | Sportul Studențesc          | 4  | 1 | 0   | 0   | 3 | 13:47 | 03     |

Sp = Spiele, S = Siege, OTS = Siege nach Overtime, OTN = Niederlagen nach Overtime, N = Niederlagen

### Halbfinale
Die Halbfinalespiele wurden im Modus Best-of-Five ausgetragen.
1. Runde: 6. und 7. April 2019

2. Runde: 8. April 2019

3. Runde: 11. April 2019

4. Runde: 12. April 2019
|                        | Serie |                 | 1         | 2         | 3   | 4   | 5 | Gesamt |
| CSM Dunărea Galați     | 3:0   | Gyergyói HK     | 6:1       | 7:3       | 6:3 | −   | − | 19:7   |
| ASC Corona 2010 Brașov | 3:1   | HSC Csíkszereda | 4:3 n. V. | 3:4 n. V. | 5:3 | 4:3 | − | 16:13  |

### Serie um Platz 3
Die Spiele um Platz 3 wurden im Modus Best-of-Three ausgetragen.
1. Runde: 15. April 2019

2. Runde: 17. April 2019

3. Runde: 18. April 2019
|             | Serie |                 | 1   | 2   | 3         | Gesamt |
| Gyergyói HK | 1:2   | HSC Csíkszereda | 2:4 | 2:0 | 3:4 n. P. | 7:8    |

### Finale
Die Finalspiele wurden im Modus Best-of-Five ausgetragen.
1. Runde: 15. April 2019

2. Runde: 16. April 2019

3. Runde: 19. April 2019

4. Runde: 20. April 2019
|                    | Serie |                        | 1   | 2         | 3   | 4   | 5 | Gesamt |
| CSM Dunărea Galați | 1:3   | ASC Corona 2010 Brașov | 5:2 | 2:3 n. V. | 2:6 | 2:7 | − | 11:18  |